# Simple messieurs de l'US Open de tennis 2025
US Open de tennis  2025
Tableau du simple messieurs

Tableau du simple dames

Tableau du double messieurs

Tableau du double dames

Tableau du double mixte
US Open de tennis 
Simple messieurs
Grands Chelems 2025
Simple messieurs
Cet article présente les résultats détaillés du simple messieurs de l'édition 2025 de l'US Open de tennis qui est disputé du 24 août au 7 septembre 2025. Ce tournoi est le dernier de la tournée du Grand Chelem.

## Faits marquants

### Avant le tournoi

#### Contexte
Après l'invasion de l'Ukraine par la Russie fin février 2022 et à la suite des diverses sanctions internationales qui ont été décidées, les instances dirigeantes internationales du tennis autorisent les joueurs et joueuses de Russie et de Biélorussie à participer aux tournois, mais pas sous les couleurs de leurs pays respectifs, jusqu'à nouvel ordre.

## Primes et points
| Tour            | Prime       | Points |
| --------------- | ----------- | ------ |
| Victoire        | 5 000 000 $ | 2 000  |
| Finale          | 2 500 000 $ | 1 300  |
| 1/2 finale      | 1 260 000 $ | 800    |
| 1/4 de finale   | 660 000 $   | 400    |
| 1/8 de finale   | 400 000 $   | 200    |
| 3e tour (1/16)  | 237 000 $   | 100    |
| 2e tour (1/32)  | 237 000 $   | 50     |
| 1er tour (1/64) | 154 000 $   | 10     |

## Parcours
| No | Rang | Joueur                      | Points | Points à défendre | Points gagnés | Nouveau total | Nouveau rang | Résultat | Ultime adversaire |
| -- | ---- | --------------------------- | ------ | ----------------- | ------------- | ------------- | ------------ | -------- | ----------------- |
| 01 | 01   | Jannik Sinner               | 11 480 | 2 000             |               |               | 0            |          |                   |
| 02 | 02   | Carlos Alcaraz              | 9 590  | 50                |               |               | 0            |          |                   |
| 03 | 03   | Alexander Zverev            | 6 230  | 400               |               |               | 0            |          |                   |
| 04 | 04   | Taylor Fritz                | 5 575  | 1 300             |               |               | 0            |          |                   |
| 05 | 05   | Jack Draper                 | 4 440  | 800               |               |               | 0            |          |                   |
| 06 | 06   | Ben Shelton                 | 4 280  | 100               |               |               | 0            |          |                   |
| 07 | 07   | Novak Djokovic              | 4 130  | 100               |               |               | 0            |          |                   |
| 08 | 08   | Alex de Minaur              | 3 545  | 400               |               |               | 0            |          |                   |
| 09 | 09   | Karen Khachanov             | 3 240  | 10                |               |               | 0            |          |                   |
| 10 | 10   | Lorenzo Musetti             | 3 205  | 100               |               |               | 0            |          |                   |
| 11 | 11   | Holger Rune                 | 3 050  | 10                |               |               | 0            |          |                   |
| 12 | 12   | Casper Ruud                 | 2 905  | 200               |               |               | 0            |          |                   |
| 13 | 13   | Daniil Medvedev             | 2 760  | 400               |               |               | 0            |          |                   |
| 14 | 14   | Tommy Paul                  | 2 610  | 200               |               |               | 0            |          |                   |
| 15 | 15   | Andrey Rublev               | 2 610  | 200               |               |               | 0            |          |                   |
| 16 | 16   | Jakub Menšík                | 2 430  | 100               |               |               | 0            |          |                   |
| 17 | 17   | Frances Tiafoe              | 2 340  | 800               |               |               | 0            |          |                   |
| 18 | 18   | Alejandro Davidovich Fokina | 2 185  | 10                |               |               | 0            |          |                   |
| 19 | 19   | Francisco Cerúndolo         | 2 135  | 50                |               |               | 0            |          |                   |
| 20 | 21   | Jiří Lehečka                | 2 115  | 100               |               |               | 0            |          |                   |
| 21 | 22   | Tomáš Macháč                | 2 110  | 200               |               |               | 0            |          |                   |
| 22 | 23   | Ugo Humbert                 | 2 085  | 50                |               |               | 0            |          |                   |
| 23 | 24   | Alexander Bublik            | 2 055  | 10                |               |               | 0            |          |                   |
| 24 | 26   | Flavio Cobolli              | 2 040  | 100               |               |               | 0            |          |                   |
| 25 | 27   | Félix Auger-Aliassime       | 1 965  | 10                |               |               | 0            |          |                   |
| 26 | 28   | Stéfanos Tsitsipás          | 1 790  | 10                |               |               | 0            |          |                   |
| 27 | 29   | Denis Shapovalov            | 1 748  | 10                |               |               | 0            |          |                   |
| 28 | 0    | Alex Michelsen              | 1 525  | 50                |               |               | 0            |          |                   |
| 29 | 30   | Tallon Griekspoor           | 1 655  | 100               |               |               | 0            |          |                   |
| 30 | 0    | Brandon Nakashima           | 1 570  | 200               |               |               | 0            |          |                   |
| 31 | 0    | Gabriel Diallo              |        | 130               |               |               | 0            |          |                   |
| 32 | 0    | Luciano Darderi             |        | 10                |               |               | 0            |          |                   |

| No | Joueur | Résultat | Ultime adversaire |
| -- | ------ | -------- | ----------------- |
| 1  |        |          |                   |
| 2  |        |          |                   |
| 3  |        |          |                   |
| 4  |        |          |                   |
| 5  |        |          |                   |
| 6  |        |          |                   |
| 7  |        |          |                   |
| 8  |        |          |                   |
| 9  |        |          |                   |
| 10 |        |          |                   |
| 11 |        |          |                   |
| 12 |        |          |                   |
| 13 |        |          |                   |
| 14 |        |          |                   |
| 15 |        |          |                   |
| 16 |        |          |                   |

| No | Joueur              | Résultat | Ultime adversaire |
| -- | ------------------- | -------- | ----------------- |
| 1  | Nishesh Basavareddy |          |                   |
| 2  | Darwin Blanch       |          |                   |
| 3  | Tristan Boyer       |          |                   |
| 4  | Stefan Dostanic     |          |                   |
| 5  | Emilio Nava         |          |                   |
| 6  | Valentin Royer      |          |                   |
| 7  | Tristan Schoolkate  |          |                   |
| 8  | Eliot Spizzirri     |          |                   |